# Gudow
Gudow település Németországban, Schleswig-Holstein tartományban. Lakosainak száma 1759 fő (2023. december 31.).

## Népesség
A település népességének változása:
| Lakosok száma | 1359 | 1604 | 1649 | 1668 | 1762 | 1759 |
|               | 1975 | 2017 | 2019 | 2021 | 2022 | 2023 |